# Paraplagusia bilineata
Paraplagusia bilineata är en fiskart som först beskrevs av Bloch, 1787.  Paraplagusia bilineata ingår i släktet Paraplagusia och familjen Cynoglossidae. Inga underarter finns listade i Catalogue of Life.